# Heteropsyllus confluens
Heteropsyllus confluens är en kräftdjursart som beskrevs av Soyer 1974. Heteropsyllus confluens ingår i släktet Heteropsyllus och familjen Canthocamptidae. Inga underarter finns listade i Catalogue of Life.